# Whitefish (Montana)
La ville de Whitefish est située dans le comté de Flathead, dans l’État du Montana, aux États-Unis. Sa population, qui s’élevait à 6 357 habitants lors du recensement de 2010, est estimée à 7 870 habitants en 2018.

## Histoire
Le Great Northern Railway a été construit à travers ce qui est maintenant Whitefish depuis 1904, ce qui a stimulé le développement de la ville. Les employeurs principaux de Whitefish étaient au début les chemins de fer et les exploitations forestières. À la fin des années 1940, avec la construction d'une station de ski sur Big Mountain (une collaboration entre développeurs externes et hommes d'affaires locaux), le secteur du tourisme a été de plus en plus important.

## Géographie
Whitefish se situe à une altitude de 3 028 pieds (923 m). La ville est située sur le côté ouest de la ligne continentale, près du Parc national de Glacier.
Whitefish a une superficie de 11,80 miles carrés (30,56 km2), dont, 6,43 miles carrés (16,65 km2) de terres et de 5,37 miles carrés (13,91 km2) est d'eau.

## Personnalité liée à la ville
- Sierra Fellers, né en 1986, skater professionnel.
- Constance Towers, actrice, née en 1933

## Galerie

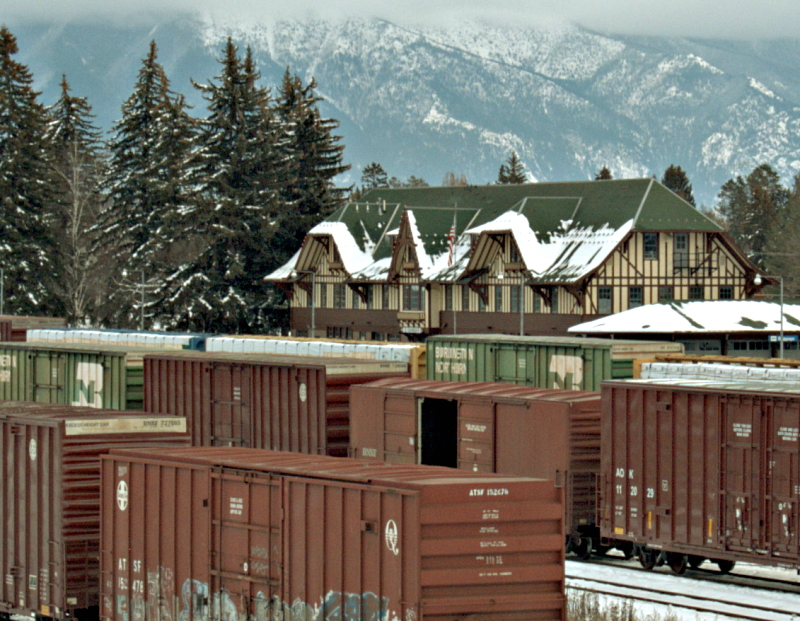
La gare de Whitefish en 2005

## Source
- (en) Cet article est partiellement ou en totalité issu de l’article de Wikipédia en anglais intitulé « Whitefish, Montana » (voir la liste des auteurs).

1. ↑  (en) « Population and Housing Unit Estimates » (consulté le 7 septembre 2019)
2. ↑  (en) Bureau du recensement des États-Unis, « Census of Population and Housing » (consulté le 14 juillet 2016)
3. ↑  (en) « Population Estimates », Bureau du recensement des États-Unis (consulté le 14 juillet 2015)